# Pane e acqua
Pane e acqua è un modo di dire colloquiale della lingua italiana. Si utilizza per indicare una punizione carceraria durissima, un pessimo trattamento e anche per sottolineare grandi ristrettezze economiche. Si utilizza nelle forme "Tenere a pane e acqua", "Andare avanti a pane e acqua", "Vivere di pane e acqua", "Mettere a pane e acqua".

## Origine
L'origine del modo di dire è da ricondurre ad un tipo di alimentazione ai limiti della sopravvivenza utilizzata in tempi non lontani come forma di punizione carceraria. L'aspetto rilevante da notare è relativo sia alla privazione del nutrimento, sia al risparmio economico ottenuto dai carcerieri sul vitto dei detenuti. Questo regime alimentare era anche una delle cause del facile propagarsi delle malattie all'interno delle strutture carcerarie, tanto che nel corso dell'800 ci furono proposte di integrare i pasti dando ai carcerati anche una razione di vino annacquato, per apportare le sostanze nutritive mancanti.